# Petersberg (Pfalz)
Petersberg település Németországban, Rajna-vidék-Pfalz tartományban. Lakosainak száma 845 fő (2023. december 31.).

## Népesség
A település népességének változása:
| Lakosok száma | 803  | 880  | 874  | 890  | 860  | 845  |
|               | 1975 | 2017 | 2019 | 2021 | 2022 | 2023 |